# California Business Journals
California Business Journals est un groupe de presse américain éditant plusieurs journaux régionaux en Californie :
- Los Angeles Business Journal
- San Fernando Valley Business Journal
- Orange County Business Journal
- San Diego Business Journal